# Le Dernier Souffle (film, 1999)
Pour les articles homonymes, voir Le Dernier Souffle.
Pour plus de détails, voir Fiche technique et Distribution.
 Le Dernier Souffle est un film de Richard Ciupka produit en 1999.

## Synopsis
La vie d’un policier de Montréal, Laurent Vaillancourt, s’écroule. Sa femme le laisse, son père le blâme, son frère Martin a de graves problèmes. Martin meurt d’une mystérieuse et saisissante façon et Laurent cherche à résoudre son meurtre. Son enquête le mène à Nasareth en Arkansas, une ville dominée par une milice marginale. Son rapport avec les autorités locales est trouble. Laurent se retrouve plongé dans une sombre intrigue d’argent et de règlements de compte. S’en sortira-t-il seul ?

## Fiche technique
- Titre : Le Dernier Souffle
- Réalisation : Richard Ciupka
- Scénario : Joanne Arseneau
- Musique : Gaétan Gravel et Serge Laforest
- Photographie : Steve Danyluk
- Montage : Glenn Berman
- Production : Jacques Bonin et Claude Veillet
- Pays :  Canada
- Genre : Policier
- Durée : 104 minutes
- Dates de sortie : 
  -  Canada : 26 mars 1999

## Distribution
- Luc Picard : Laurent Vaillancourt
- Julien Poulin : Norman Vaillancourt
- Michel Goyette : Martin Vaillancourt
- Serge Houde : shérif Mitchum
- Lorne Brass : McKee, FBI
- Linda Singer : Dina Anderson, FBI
- Donovan Reiter : Cornell, FBI
- Chip Chuipka : cowboy de Nazareth
- Doris Milmore : Jacklyn
- Richard Robitaille : Duval
- Steve Banner : Boudrias
- Anatoly Zinoviev : Pavlovski
- Sean Devine : Hammer
- Ekaterina Cheina : Tatiana
- Catherine Brunet : Lili
- Anthony T. Gauvin : Vincent
- Rebecca Dewey : assistante du shérif
- Mark Antony Krupa : assistant du shérif
- Don Kirk : assistant du shérif
- Dean Hagopian : coroner américain
- Catherine Colvey : procureur de l’État
- Marine Atoeva : hôtesse au bar russe
- Vladimir Dupark : portier
- Pat Fry : propriétaire du motel
- Jennifer Marcil : serveuse au White Fox
- Paul Ahmarani : Max
- Tobie Pelletier : Xavier
- Peter Colvey : complice à Nazareth
- Robert Mattigetz : complice à Nazareth
- Ghislain Massicotte : officier des douanes
- Dino Tosques : Juliano
- Linda Smith : secrétaire, FBI
- Winston O'Donnell : photographe
- Peter Colvey : complice à Nazareth
- Anik Matern : commis, location d’auto
- Paul Dion : policier
- Danny Gilmore : policier
- Carlos Essagian : policier (Carlos Essagian, lui-même)
- Guy-Daniel Tremblay : policier
- Philippe Provencher : policier
- Jean-Bernard Côté : policier
- Mario Greaves : policier
- Jean-Guy Dupuis : policier
- Roger Gagnier : policier
- Jean-Guy Ladouceur : policier
- André Robinson : policier
- Robert Vallières : policier
- Louis Dagenais : maître d’hôtel, au Louis XV
- Rita Ricignuolo : réceptionniste
- Sylvain Landry : agent du FBI
- Michel Hamel : agent du FBI
- Jean-Marc Bisson : homme de la milice
- Benoît Deschamps : homme de la milice
- Hugh Scott : homme de la milice
- Véronique Albert : fille russe
- Mélanie Bursey : fille russe
- Mélina Garcia : fille russe
- Anne Reka : fille russe
- Inna Tkachenko : fille russe
- Jessica Veillet Loblaw : jeune fille
- Gabrielle Blackburn Gravel : jeune fille
- Laurence Hamelin : jeune fille

(Liste non exhaustive)

## Distinctions

### Récompenses
2000 : Prix Jutra du Meilleur acteur de soutien à Julien Poulin

### Nominations
- 2000 : Prix Génie de la Meilleure chanson originale pour la chanson Le dernier souffle à Daniel Bélanger
- 2000 : Prix Génie du Meilleur son d'ambiance à Michel Descombes, Jocelyn Caron, Michel Charron et Gavin Fernandes
- 2000 : Prix Génie du Meilleur montage sonore à Louis Dupire, Diane Boucher, Jérôme Décarie, Christian Rivest et Alice Wright
- 2000 : Prix Jutra du Meilleur acteur de soutien à Luc Picard
- 2000 : Prix Jutra du Meilleur film.
- 2000 : Prix Jutra du Meilleur son à Michel Charron, Jocelyn Caron, Bruno Ruffolo, Louis Dupire, Michel Descombes et Gavin Fernandes
- 2000 : Prix Jutra de la Meilleure actrice de soutien à Linda Singer